# Barcamp

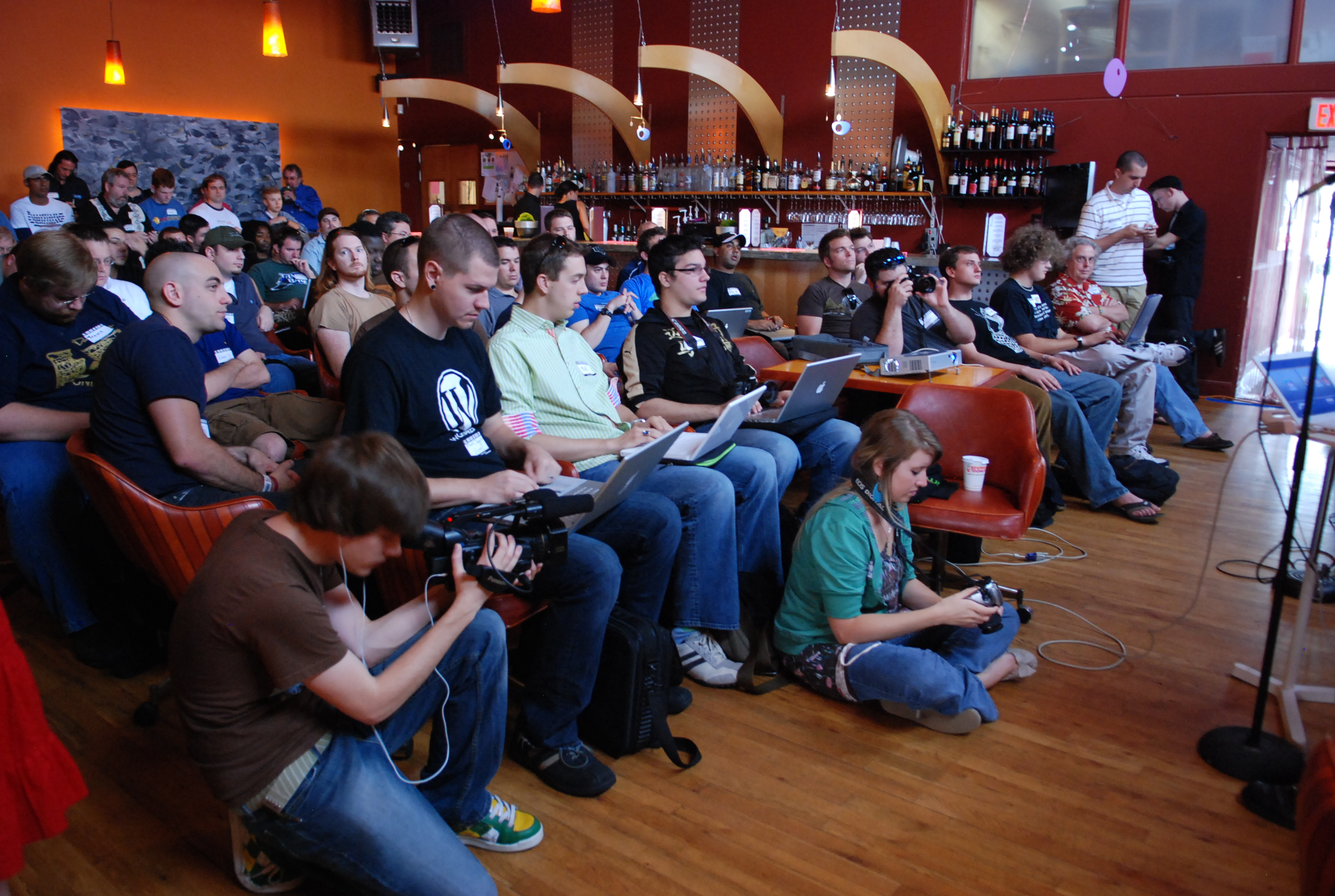
Teilnehmer eines BarCamps in Orlando, Florida: Es wird gleichzeitig diskutiert, zugehört und on-screen notiert.

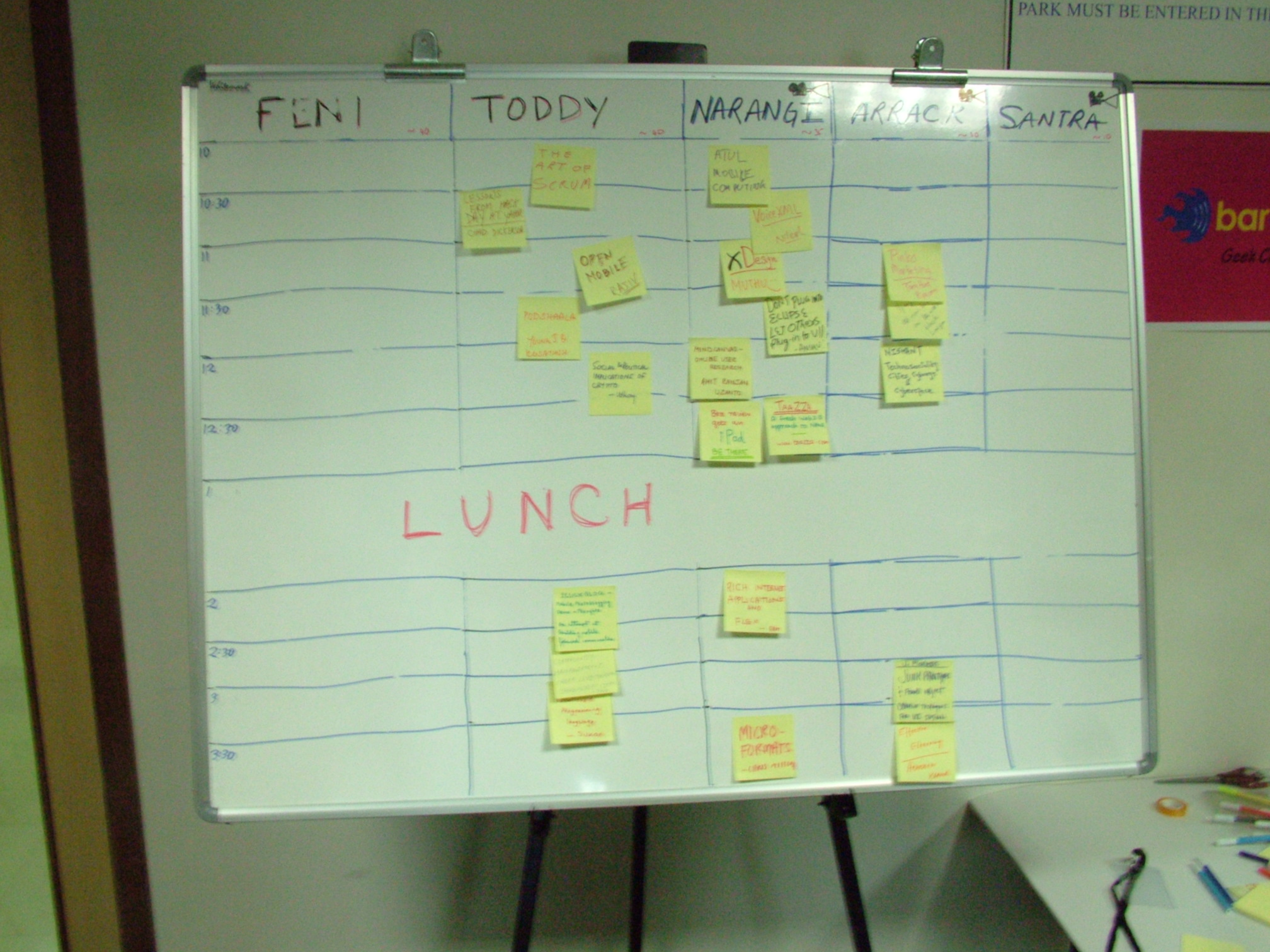
Grid eines BarCamps in Bangalore

Ein Barcamp (englisch; häufig auch BarCamp; deutsch Unkonferenz oder Ad-hoc-Nicht-Konferenz) ist eine offene Tagung mit offenen Workshops, deren Inhalte und Ablauf von den Teilnehmern zu Beginn der Tagung selbst entwickelt und im weiteren Verlauf gestaltet werden. Barcamps dienen dem inhaltlichen Austausch und der Diskussion, können aber auch bereits am Ende der Veranstaltung konkrete Ergebnisse vorweisen (z. B. bei gemeinsamen Programmierworkshops).
Seit dem ersten Barcamp in Palo Alto (Kalifornien) im August 2005 in den Räumlichkeiten der Firma Socialtext werden in Nordamerika, Asien und Europa Barcamps abgehalten. Im deutschsprachigen Raum fanden erste Barcamps im Folgejahr in Berlin, Wien und Zürich statt.

## Entwicklung
Der Name ist eine Anspielung auf eine von Tim O’Reilly initiierte Veranstaltungsreihe namens FooCamp, bei der ausgewählte Personen (Friends of O’Reilly) sich zum Austausch und zur Übernachtung (Camping) trafen. Während man zur Teilnahme am FooCamp eine Einladung von O’Reilly benötigt, kann an Barcamps ohne Einladung teilgenommen werden. Mit Foo und Bar werden in der Informatik Platzhalter bezeichnet.
Barcamps sind eine Form der Großgruppenmoderation. Sie haben Ähnlichkeiten mit Open Space, sind aber lockerer organisiert.
Ein Barcamp besteht aus Vorträgen und Diskussionsrunden (sogenannte Sessions), die zu Beginn des Barcamps auf Whiteboards, Metaplänen oder Pinnwänden – in sogenannten Grids (Stundenplan) – durch die Teilnehmer selbst koordiniert werden. Alle Teilnehmer sind aufgefordert, selbst einen Vortrag zu halten oder zu organisieren.

„Das BarCamp ist … eine Tochter von Open Space, es gibt viele Gemeinsamkeiten, aber einige wichtige Unterschiede.
Das Prinzip des BarCamp: Geben und Nehmen. Jede teilnehmende Person ist aufgefordert ein ‚Geschenk‘ in Form eines Beitrages (Präsentation, Vortrag, Beispiel) zur Veranstaltung mitzubringen.
Das Prinzip von Open Space: Gemeinsam g’scheiter werden bzw. gemeinsam Handlungen planen. Jede Person ist eingeladen im Rahmen des Dachthemas (Fokus) der Veranstaltung Anliegen und brennende Fragen einzubringen. Falls gewünscht, können die dokumentierten Diskussionsergebnisse im Rahmen des sog. Konvergenzprozesses in der Endphase des Open Space gewichtet und in einen Maßnahmenplan gebracht werden.“

Barcamps werden hauptsächlich in Wikis organisiert und über Kanäle wie Blogs, Mikro-Blogging, Social Bookmarks und IRC beworben und dokumentiert. Jeder kann selbst ein Barcamp organisieren und dafür auch das Wiki auf Barcamp.org benutzen. Die Teilnahme ist oft kostenlos und nur aus Platzgründen limitiert, eine vorherige Anmeldung daher notwendig. Auf vielen Barcamps im Ausland ist es möglich, am Veranstaltungsort im eigenen Schlafsack die Nacht zu verbringen. Die Kosten der Veranstaltung und für Verpflegung werden von Sponsoren getragen.
Auf Barcamps werden Themen wie Webanwendungen in frühem Stadium, Open-Source-Technologien und Soziale Software diskutiert. Mittlerweile finden jedoch auch regelmäßig Barcamps zu weiteren Themen statt, etwa das BibCamp für Themen rund um Bibliotheken, das EduCamp zu Fragen des Lehrens und Lernens, das CareCamp zu Themen der Gesundheits- und Krankenpflege oder Barcamps im touristischen Umfeld (Tourismuscamp, Castlecamp, Hotelcamp, MICEcamp, Spacamp).

## Methode
Da oft mehrere Dutzend bis Hunderte Teilnehmer kommen, werden Großgruppenmethoden zur Moderation eingesetzt. Bewährt hat sich die Open-Space-Methode: Die Teilnehmer werben im Plenum für eigene Themen und gestalten dazu je eine Arbeitsgruppe. In dieser werden mögliche Projekte erarbeitet oder einfach Wissen und Erfahrungen ausgetauscht. Die Ergebnisse werden am Schluss gesammelt. Open Space kann in kurzer Zeit eine große Vielfalt von konkreten Maßnahmen produzieren, beziehungsweise viel Wissen verbreiten und Motivation erzeugen. Bei Barcamps entstehen manchmal fertige Projekte mit lauffähigem Code oder Code-Schnipsel zur Verbesserung bestehender Projekte. Oder es entstehen Projektideen, die nach dem Barcamp praktisch umgesetzt werden.
Zentrale Aufgaben hat der Moderator, der das Plenum als Start des Barcamps moderiert, und im Schlussplenum gemeinsam mit den Teilnehmern das gute Gelingen feiert. Wichtig ist eine Infrastruktur während des Barcamps, die für funktionierende Netzwerke und Hardware sorgt, für ausreichend Stifte, Packpapier, Klebeband, aber auch für Getränke und Verpflegung. Auch die Sammlung und Verteilung der Ergebnisse bedarf einer guten Struktur. Ein wesentliches Element ist die soziale und fachliche Vernetzung der Teilnehmer, auch über das Barcamp hinaus. Der Erfolg der Veranstaltung hängt letztlich an der Fähigkeit der Veranstalter, nach dem Barcamp die Projektgruppe bei der Umsetzung ihrer Ideen zu unterstützen und zu begleiten.
Die Konzeptpräsentation des Barcamps findet oft in einem Plenum statt, kann aber auch in Form einer Vernissage erfolgen. Das geschieht dann mithilfe von Pinnwänden, an denen das Publikum in kleinen Gruppen vorbeigeht und sich Einzelheiten erklären lässt. Das Barcamp endet mit einem gemeinschaftsbildenden Abschlussritual.

## Veranstaltungen
Barcamps finden mittlerweile in praktisch jedem Land statt.

### Österreich
Am 30. September 2006 fand mit dem Barcamp Vienna das erste Barcamp im deutschsprachigen Raum statt. Die Ankündigung erfolgt oft über das Wiki barcamp.at. Stand 2013 sind 60 Barcamps in Österreich auf Lanyrd dokumentiert.

### Deutschland
Stand 2019 gibt es im deutschsprachigen Raum über 200 Veranstaltungen, die in Form eines Barcamp abgehalten werden. 2017 waren es 150 Veranstaltungen.

### USA
In den USA werden Barcamps zu den verschiedensten Themen abgehalten. Überregionale Bekanntheit haben vor allem die Veranstaltungen im Silicon Valley und den Großstädten an der Ostküste erreicht. Außerdem werden regelmäßig sogenannte WordCamps veranstaltet, die sich speziell an Blogger richten und vom WordPress-Entwickler Automattic unterstützt werden.

### Schweiz
In der Schweiz werden seit mehreren Jahren von verschiedenen Akteuren öffentlich und innerhalb von Organisationen Barcamps  durchgeführt. Viele Organisatoren fokussieren sich auf Fragestellungen innerhalb von Organisationen oder auch für die Entwicklung von Regionen.